# Oberamt Neresheim (Oettingen)
Das Amt Neresheim, seit dem 17. Jahrhundert Oberamt Neresheim genannt, war ein Amt (Verwaltungsgebiet) innerhalb der Grafschaft Oettingen, welches bis 1806 bestand. Der Sitz des Amtes war die ländliche Stadt Neresheim.

## Geschichte

Bedingt durch die Zugehörigkeit Neresheims über das Amt Neresheim zur Grafschaft Oettingen ist das Neresheimer Stadtwappen bis heute das der Grafen

Die Entstehung des Amtes Neresheim geht auf die Herrschaft der Abtei Neresheim zurück, welche im Jahr 1298 Besitzungen in über 82 Orten hatte. Das Amt Neresheim, welches erstmals in Unterlagen des 14. Jahrhunderts auftaucht, hatte deutlich weniger.
Die Grafen von Dillingen, Stifter des Klosters Neresheim, hatten sich lediglich die Vogteirechte über die Abtei gesichert, was nach dem Aussterben der Grafen 1258 einen jahrhundertelangen Rechtsstreit um den Status des Klosters, das sich keinesfalls mit der drohenden Landsässigkeit abfinden wollte, auslöste. Als Nachfolger der Dillinger beanspruchten die Grafen von Oettingen diese Rechte. Außerdem machte das Hochstift Augsburg, dessen Bischof in verwandtschaftlicher Beziehung zur Stifterfamilie stand, Ansprüche geltend. 1263 beendet ein Urteil von Albertus Magnus – vorerst – den Streit: Die Vogtei kam formal an das Hochstift, blieb de facto aber in Form einer Pfandschaft bei Oettingen.
Im Jahre 1764 endete der Streit endgültig: die Abtei Neresheim wurde aus der Landsässigkeit entlassen und stieg zu einer Reichsabtei auf, was jedoch einen großen Verlust an Grundherrschaft auf Seiten des Klosters bedeutete, zum Beispiel auch die Abtretung der Stadt Neresheim. Auch das Amt Neresheim wurde dadurch verkleinert, ihm kam jedoch in den weiterhin zum Amt gehörigen Orten die Grundherrschaft zu. Im selben Jahr wurde auch das Kastenamt Flochberg in das Amt Neresheim eingegliedert.
Im Jahr 1806 kam das komplette Fürstentum Oettingen und damit auch das Amt Neresheim im Zuge des Zerfalls des Alten Reiches an das Königreich Bayern. Auch die Reichsabtei kam an Bayern. Mit dem Grenzvertrag zwischen Bayern und Württemberg 1810 kam der Westteil der Oettingischen Gebiete und damit auch der Großteil der Besitzungen des Amtes und der Reichsabtei an das Königreich Württemberg und wurden hier größtenteils in das neue, württembergische Oberamt Neresheim eingegliedert.

## Verwaltung

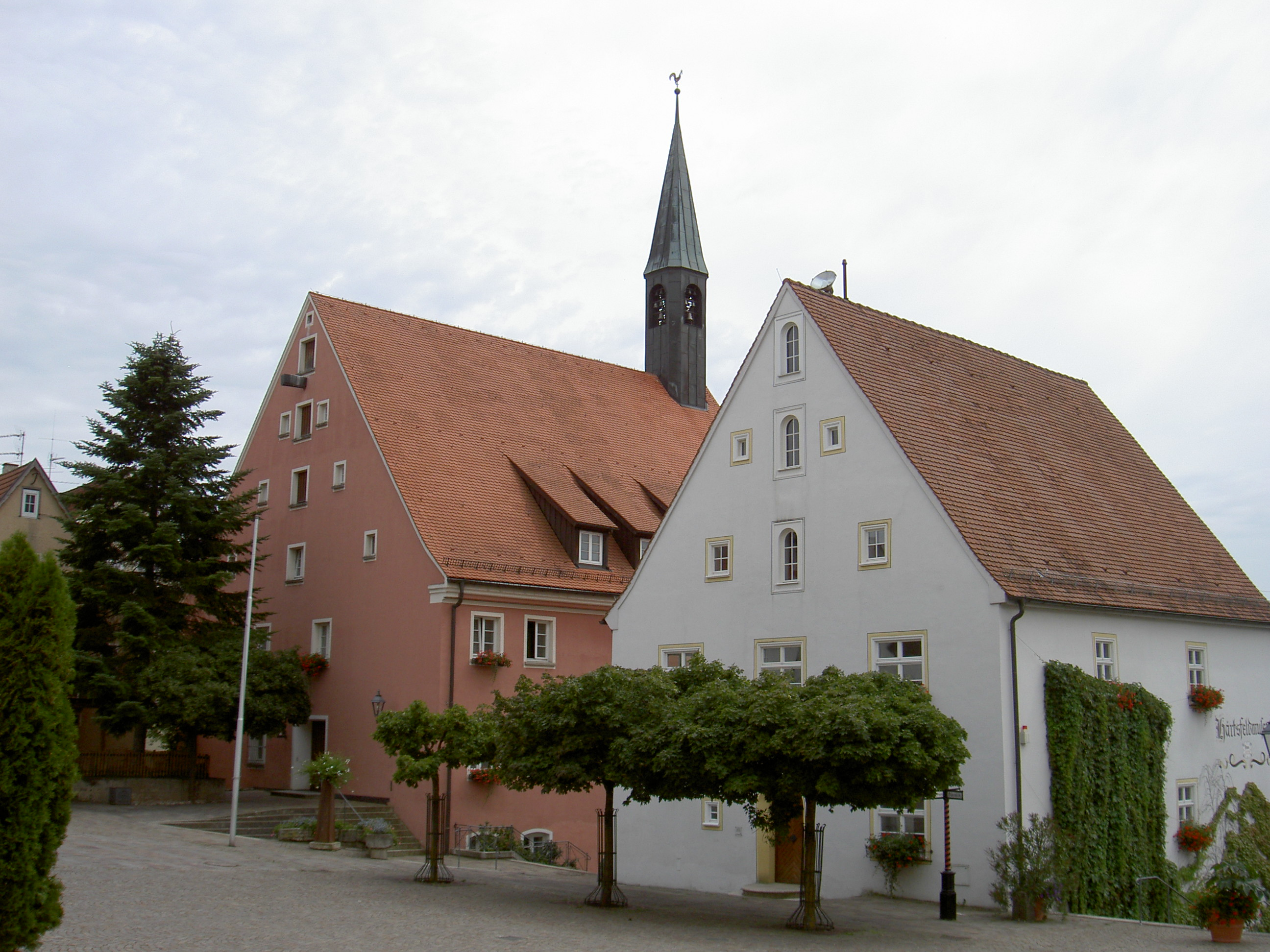
Verwaltungsgebäude des Amtes: links Kastenhaus und später oettingisches Rentamt (erbaut 1620), rechts Vogtei (erbaut 1628)

Die Oettingischen Grafen waren über das Amt Neresheim in ihrem Herrschaftsbereich Dorfherren, Gerichtsherren und Landesherren, während die Grundherrschaft (bis 1764) bis auf wenige Sondergüter (wie zum Beispiel Hohlenstein und Kösingen) der Abtei unterlag, in manchen Fällen auch auswärtigen Besitzern. Andersherum hatte das Amt Außenbesitzungen, in denen nur die Grundherrschaft ausgeübt wurde.
Die kommunale Verwaltung des Amtes oblag einem Rat aus 12 Mitgliedern mit zwei Bürgermeistern an der Spitze. Dieser fungierte als Rechtssprecherkollegium am städtischen und Hochgericht, welche seit 1502 identisch waren.
Stadt und Kloster trugen zur Besoldung von Vogt und Amtsknecht bei, die Herrschaft und das Kloster übernahmen hingegen Leistungen wie das Unterhalten von Mauern und Toren oder die Baulast des Rathauses. Öffentliche Einnahmen wurden gleichermaßen zwischen Amt, Kloster und Stadt aufgeteilt.

## Besitztümer
Einfache Jahreszahlen stehen für früheste Nennung in Verbindung mit dem (Ober-)Amt Neresheim

### Orte mit Landesherrschaft
- Affalterwang, 1568, bis 1764 (danach Reichsabtei Neresheim)
- Auernheim, 1477, bis 1764 (danach Reichsabtei Neresheim)
- Aufhausen an der Kessel, 1663
- Dehlingen, 1568, bis 1764 (danach Reichsabtei Neresheim)
- Diepertsbuch, 1568
- Dorfmerkingen, 1764 (eingegliedertes Kastenamt Flochberg)
- Dossingen, 1568
- Ebnat, 1399, bis 1764 (danach Reichsabtei Neresheim)
- Eglingen, 1568
- Elchingen, 1399, bis 1764 (danach Reichsabtei Neresheim)
- Flochberg, 1764 (eingegliedertes Kastenamt Flochberg)
- Fluertshäuserhöfe
- Forheim, 1399 bis 1477
- Hochstatter Hof, 1568, bis 1764 (danach Reichsabtei Neresheim)
- Hofen, 1568
- Hohlenstein, 1477
- Iggenhausen, 1568
- Kleinkuchen, 1568, bis 1764 (danach Reichsabtei Neresheim)
- Kösingen, 1399
- Neresheim, 1399
- Oberriffingen, 1568
- Ohmenheim, 1399
- Schweindorf, nur 1568 und 17. Jhdt.
- Stetten, 1568
- Trochtelfingen, 1663
- Unterriffingen, 1568
- Utzmemmingen, 1764 (eingegliedertes Kastenamt Flochberg)
- Waldzierter Hof, 1663, bis 1764 (danach Reichsabtei Neresheim)
- Weilermerkingen, nur 1568 und 17. Jhdt.

### Außenbesitzungen
Das Amt Neresheim hatte auch Außenbesitzungen, bei denen nur die Grundherrschaft ausgeübt wurde (in Klammern die Landesherrschaft):
- Aufhausen an der Brenz, 1568 (Württemberg)
- Ballmertshofen, 1568 (Pfalz-Neuburg)
- Buchbronn, 1568 (Pfalz-Neuburg)
- Dischingen, 1568 (Pfalz-Neuburg)
- Fleinheim, 1568 (Württemberg)
- Nattheim, 1568 (Württemberg)
- Schrezheim, 1568 (Pfalz-Neuburg)
- Ziertheim, 1568 (Pfalz-Neuburg)